# Железничка станица Ресник
Железничка станица Ресник је једна од железничких станица Београдског железничког чвора, пруге Београд—Ниш и прва железничка станица на прузи Београд—Бар. Представља терминус друге и краће трасе четврте линије БГ воза. Налази се насељу Ресник у општини Раковица у Београду. Пруга се наставља у једном смеру ка Пиносави, у другом према Белој реци, у трећем према Раковици, у четвром смеру према Београд ранжирној парк „А”, у петом према Остружници и у шестом према Београд ражнирној парк „Б” по неправилном колосеку. Железничка станица Ресник састоји се из 9 колосека.

## Повезивање линија
- Пруга Београд—Ниш
- Пруга Београд—Бар